# Mesacanthion studiosum
Mesacanthion studiosum är en rundmaskart som beskrevs av John Inglis 1964. Mesacanthion studiosum ingår i släktet Mesacanthion och familjen Enoplidae. Inga underarter finns listade i Catalogue of Life.